# La Provincia di Brescia
La Provincia di Brescia è stato un quotidiano politico a carattere locale, organo di stampa del gruppo politico bresciano facente capo a Giuseppe Zanardelli.

## Storia

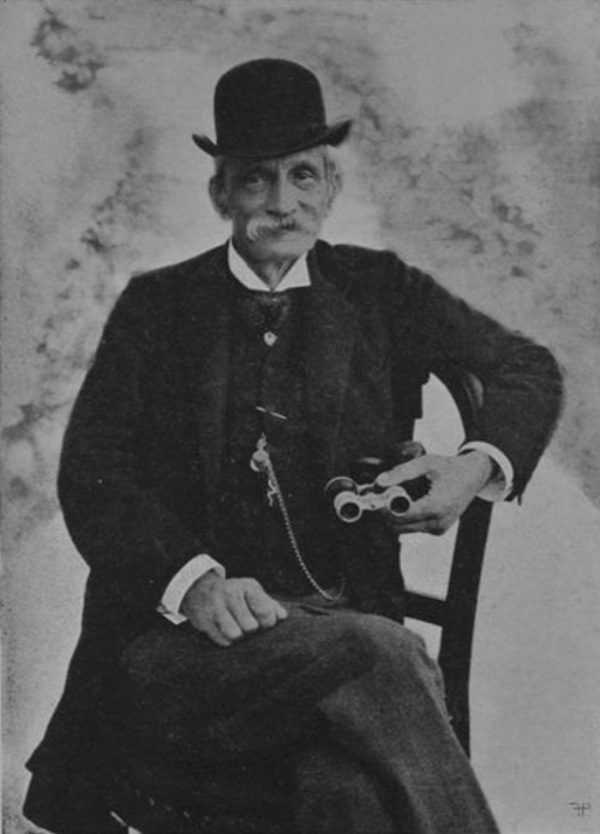
Giuseppe Zanardelli, promotore de «La Provincia di Brescia»

Dopo la breve esperienza del bisettimanale «Gazzetta provinciale di Brescia», pubblicato dal 14 giugno 1859 al 23 giugno 1860, e l'improvvisa chiusura del settimanale «L'Indicatore Bresciano», pubblicato dal 1º novembre 1860 al 31 ottobre 1861, la Sinistra bresciana, che faceva riferimento alle figure di Francesco Cuzzetti e di Giuseppe Zanardelli, era rimasta priva di un organo di stampa che esprimesse pubblicamente la linea politica del movimento.
Nel 1870, Zanardelli riconobbe la necessità di avere un giornale con quello scopo e utilizzò il suo prestigio per costituire una società per azioni che provvedesse a finanziare il progetto. Il 10 ottobre riunì a San Barnaba quaranta azionisti della nuova società che elessero il consiglio d'amministrazione e quello di redazione: per il primo furono eletti Luigi Benasaglio, Giovan Battista Formentini, Francesco Glisenti, Francesco Gualla, Luigi Livraga, Angelo Mazzucchelli e Pietro Nicolini. Per il secondo furono nominati Zanardelli, Teodoro Buffoli, Gabriele Rosa, Eugenio Bonardi, Giuseppe Cadei, Federico Ravelli, Bonaventura Gerardi, Giuseppe Capuzzi. Il primo direttore fu Paolo Aureggi.
I nuovi consigli d'amministrazione e di redazione ottennero dalla locale Camera di commercio e dal Comitato Agrario il diritto a pubblicare i loro atti in modo che il giornale potesse avere da subito una solida base di lettori. Inizialmente, il giornale fu stampato dalla tipografia Fiori, mentre la sede si trovava in via Mazzini. In seguito, quest'ultima fu trasferita a Palazzo Negroboni-Bevilacqua in piazza del Duomo, già sede del club liberale fondato dallo stesso Zanardelli, dove fu costruita una tipografia.
Per tutto il suo corso di vita, il giornale zanardelliano ebbe come concorrenti sulla piazza locale il quotidiano «La Sentinella Bresciana», fondato nel 1859 e allineato alle posizioni della destra liberal moderata, e «Il Cittadino di Brescia», fondato nel 1878 dal gruppo politico cattolico che faceva riferimento a Giuseppe Tovini.

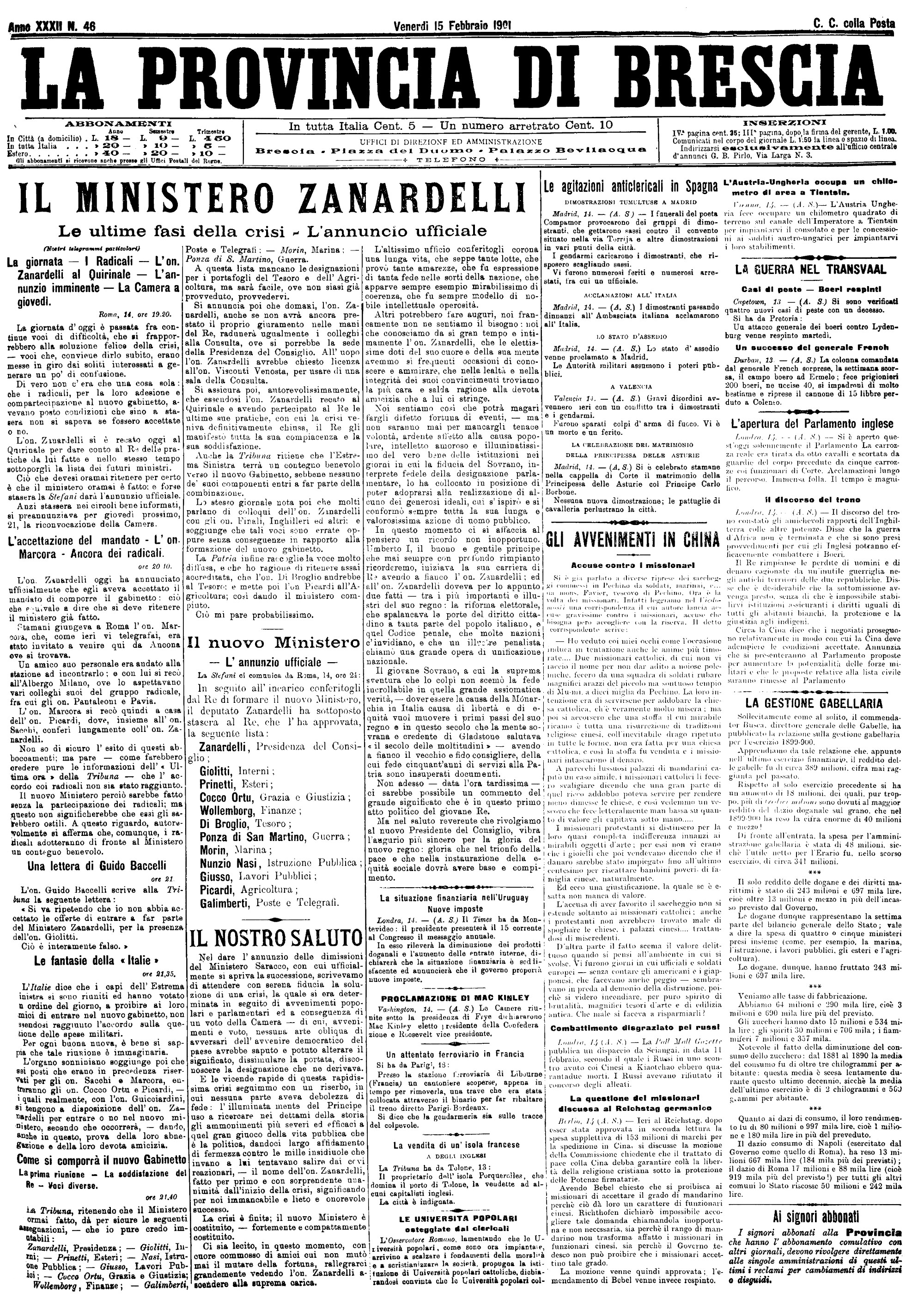
La prima pagina de «La Provincia» riportante la notizia dell'assegnazione dell'incarico di formare un nuovo Governo a Zanardelli

Nel 1876, con la nomina di Zanardelli a Ministro dei lavori pubblici il quotidiano ebbe un considerevole incremento nelle vendite. L'anno dopo Aureggi si dimise dalla carica di Direttore per essere sostituito da Vitaliano Gennaro, professore di Lettere e amico di Zanardelli. Nel 1895, a questi subentrò per un biennio il giornalista Emilio Faelli, divenuto in seguito direttore del quotidiano romano «Capitan Fracassa» e senatore, e poi Giuseppe Boselli.
Nel 1895, gli zanardelliani vennero sconfitti alle elezioni generali comunali e provinciali dall'alleanza elettorale costituita dai liberal moderati e dai cattolici. Nel 1901, Zanardelli divenne Presidente del Consiglio. In prossimità delle amministrative del 1902, dalla redazione del quotidiano emersero alcune figure come Girolamo Orefici e Paolo Cuzzetti che s'impegnarono politicamente a costituire un'alleanza tra zanardelliani, repubblicani e socialisti. L'alleanza fu battezzata "Blocco Popolare", e sconfisse l'alleanza clerico-moderata sia alle elezioni di rinnovo parziale del consiglio comunale che si tennero il 20 giugno, sia alle elezioni di rinnovo generale del 10 agosto. Il giornale divenne dunque l'organo di stampa delle Giunte ad orientamento zanardelliano condotte da Federico Bettoni-Cazzago, sindaco dal 1902 al 1904, e dagli stessi Orefici (1906-1912) e Cuzzetti (1912-1914). Nell'ambito nazionale, alla morte di Zanardelli «La Provincia» mantenne il proprio sostegno ai governi della Sinistra giolittiana.

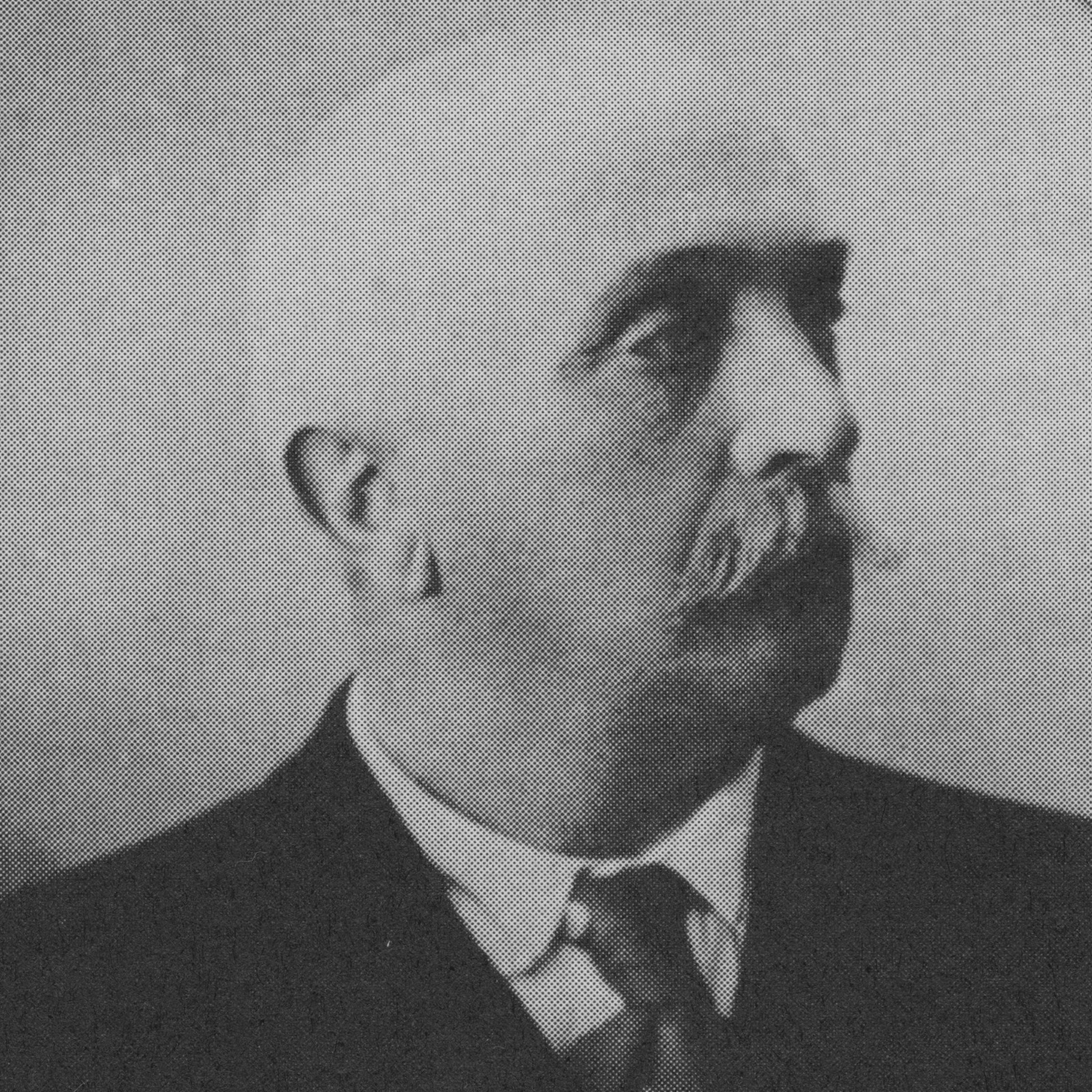
Paolo Cuzzetti, presidente del Consiglio d'amministrazione del giornale fino al 1925

Dopo la prima guerra mondiale, il giornale appoggiò la costituzione dell'Unione Democratica Bresciana, il partito formato dagli ex zanardelliani per partecipare alle elezioni del 1919. Il 1º luglio, Ernesto Spagnolo, già giornalista del «Capitan Fracassa» di Faelli, divenne direttore del quotidiano. Seguendo la linea dettata dal deputato Carlo Bonardi e da Orefici, il giornale promosse le prime iniziative nel bresciano del nascente gruppo locale fascista i cui leader erano Augusto Turati e Alfredo Giarratana, cresciuti nella redazione del giornale. L'omicidio di Giacomo Matteotti nell'estate del 1924 provocò una frattura nella compagine azionaria con l'espulsione degli elementi non appartenenti all'UDB, in buona parte appoggianti il fascismo. La linea del giornale fu quella di rivendicare e difendere i principi liberali tanto a cari al fondatore Zanardelli, trasformatosi a emblema del giornale stesso, e questo comportò i sequestri dell'autorità prefettizia e le violenze attuate dai fascisti, per impedirne la diffusione nel territorio della provincia. Nel settembre e nell'ottobre 1925 morirono per cause naturali il direttore Spagnolo e il presidente del consiglio d'amministrazione Cuzzetti. Nello stesso periodo alcuni soci che erano stati espulsi l'anno precedente si rivolsero al Tribunale per chiedere lo scioglimento della società ritenendo deficitaria la gestione del giornale. Il nuovo direttore, Dante Petaccia, attuò una linea editoriale più prudente, evitando notizie e commenti che potessero fornire qualche pretesto a nuove operazioni di sequestro. Gli atteggiamenti ostili da parte degli uomini della Prefettura proseguirono e le pubblicazioni terminarono in sordina: l'ultimo numero uscì il 7 gennaio 1926, senza alcun editoriale di commiato. Con sentenza 9 dicembre 1926, il Tribunale di Brescia decretò lo scioglimento della società anonima titolare della testata.
Dopo la seconda guerra mondiale, la direzione provinciale bresciana del Partito Democratico del Lavoro aprì un settimanale che riprese il nome dello storico quotidiano zanardelliano. Venne pubblicato dal 24 settembre 1945 al 23 febbraio 1948.

## Direttori
- Paolo Aureggi (1870-1877)
- Vitaliano Gennaro (1877-1895)
- Emilio Faelli (1895-1897)
- Giuseppe Boselli (1897-1919)
- Ernesto Spagnolo (1919-1925)
- Dante Petaccia (1925-1926)